# تسوخاو
تسوخاو (به آلمانی: Zuchau) یک منطقهٔ مسکونی در آلمان است که در شهر باربی واقع شده‌است. تسوخاو ۳۳۹ نفر جمعیت دارد.